# Ischnosiphon centricifolius
Ischnosiphon centricifolius là một loài thực vật có hoa trong họ Marantaceae. Loài này được L.Andersson mô tả khoa học đầu tiên năm 1977.